# Bitwa pod Kius
Bitwa pod Kius – starcie zbrojne, które miało miejsce w roku 194 n.e. między wojskami Septymiusza Sewera i Pescenniusza Nigra.
Miesiąc po bitwie pod Kyzikos, w styczniu 194 r. n.e. doszło do kolejnej bitwy pomiędzy armiami Sewera oraz Nigra w pobliżu miejscowości Kius (Kios) w Bitynii. Początek bitwy należał do sił Septymiusza Sewera, które uzyskały przewagę. Po dotarciu na miejsce bitwy dodatkowych oddziałów Pesceniusza Nigra, szala zwycięstwa przechyliła się jednak na stronę tego ostatniego. W tym momencie dowodzący wojskami Sewera, Tyberiusz Klaudiusz Kandydus wykonał kontratak, który przełamał szyki przeciwnika. Dzięki szybko zapadającym ciemnościom, armia Nigra uchroniła się od klęski, wycofując się z pola walki. Straty wojsk Nigra były olbrzymie i mogły wynieść nawet połowę stanu początkowego sił biorących udział w bitwie. Po klęsce Niger wycofał się z resztą wojsk do Antiochii, gdzie odbudował armię, dokonując nowych zaciągów wśród mieszkańców Antiochii.